# 坦沃塔玛尼
坦沃塔玛尼（英語：Tantamani），（？—前653年），古埃及法老，第二十五王朝末任君主。他作为塔哈尔卡之侄而承袭其位。即位后旋率军北征，一度收复上埃及与下埃及等地区。该军事行动后因受亚述破坏而以失败告终，坦沃塔玛尼败回纳帕塔，第二十五王朝遂告终。

## 扩展阅读
- Robert Morkot, The Black Pharaohs: Egypt's Nubian Rulers, The Rubicon Press, 2000. ISBN 0-948695-23-4